# Trumanda
Trumanda is een geslacht van vlinders van de familie tandvlinders (Notodontidae).

## Soorten
- T. fifiana Dognin, 1911
- T. schiffi Schaus, 1928